# Let's Get to It
Let's Get to It je čtvrté studiové album australské zpěvačky Kylie Minogue. Vydáno bylo v říjnu roku 1991 společností PWL a jeho producenty byli Mike Stock a Pete Waterman. V britské hitparádě se album umístilo na patnácté příčce. V Austrálii se stalo zlatým. Na obalu alba se nachází fotografie od Juergena Tellera.

## Seznam skladeb
1. „Word Is Out“ – 3:33
2. „Give Me Just a Little More Time“ – 3:07
3. „Too Much of a Good Thing“ – 4:22
4. „Finer Feelings“ – 3:52
5. „If You Were with Me Now“ – 3:11
6. „Let's Get to It“ – 4:48
7. „Right Here, Right Now“ – 3:50
8. „Live and Learn“ – 3:14
9. „No World Without You“ – 2:44
10. „I Guess I Like It Like That“ – 5:59

## Obsazení
- Kylie Minogue – zpěv
- Julian Gingell – klávesy
- Mike Stock – klávesy, aranžmá, doprovodné vokály
- Gary Barnacle – saxofon
- Paul Riser – aranžmá
- Paul Waterman – aranžmá
- Keith Washington – zpěv
- Lance Ellington – doprovodné vokály
- Tee Green – doprovodné vokály
- Phil Harding – doprovodné vokály
- Carol Kenyon – doprovodné vokály
- Mae McKenna – doprovodné vokály
- Leroy Osbourne – doprovodné vokály
- Miriam Stockley – doprovodné vokály
- Mick Wilson – doprovodné vokály